# Chbab Srey
Chbab Srey (en camboyano: ច្បាប់ស្រី , Chbăb Srei [ cɓap srəj ];  lit. 'Ley femenina') es un código de conducta camboyano para mujeres. Escrito en forma de poema, es un anexo del Chbab Pros (en camboyano: ច្បាប់ប្រុស , Chbăb Brŏs [ cɓap proh ] ; lit.  'Ley masculina') que se aplica a los hombres. El Chbab Srey detalla el consejo de una madre a su hija recién casada. La madre, como narradora, aconseja a su hija mantener la paz dentro del hogar, caminar y hablar suavemente, y obedecer y respetar a su marido. 

## Historia
El Chbab Srey es un poema que se transmitió oralmente entre los siglos XIV y XIX, antes de ser codificado en forma escrita. Fue compuesto como poema por el rey Ang Duong en 1837. Sin embargo, la autoría ha sido cuestionada por Judy Ledgerwood, que se la atribuye más bien a Minh Mai, quien escribió los manuscritos más conocidos del Chbab Srey. La narración toma la forma de la reina Vimala instruyendo a su hija Indrandati antes de que abandone el reino de sus padres. Según la investigadora Trudy Jacobsen, este escrito puede haber sido una respuesta misógina del rey Ang Duong a la coronación de Ang Mey en Vietnam.
También se dice que el rey Ang Duong fue influenciado por la corriente más conservadora del budismo que llegó a ser conocida como la secta Dhammayuttika Nikaya procedente de Tailandia. Se convirtió en una pieza clásica de la literatura jemer que se enseña en las escuelas hasta los tiempos modernos.

## Impacto en la sociedad
A principios de los años 60 del siglo XX, surgió un movimiento de liberación femenina, como se desprende de las películas de Norodom Sihanouk, pero apenas logró salir de los círculos privilegiados. Durante el régimen de los Jemeres Rojos, el Chbab Srey fue dejado de lado sólo para ser reemplazado por otras violencias, incluidas violaciones a gran escala, bodas colectivas y embarazos forzados. Tras la caída del régimen comunista, en 1992 Camboya ratificó la Convención sobre la eliminación de todas las formas de discriminación contra la mujer (CEADW).
El Chbab Srey fue retirado del plan de estudios obligatorio en las escuelas públicas por el Ministerio de Educación y el Ministerio de Asuntos de la Mujer en 2007. En 2015, se seguía enseñando una versión más corta a los estudiantes de literatura jemer del séptimo al noveno grado. Esto incluía reglas como "La felicidad en la familia proviene de una mujer", "El mal carácter de una mujer hace que otros menosprecien a su marido" y "No vayas a caminar a la casa de alguien".
Según el defensor de los derechos humanos Kek Galabru, existe una sumisión y una inferioridad generalizadas y duraderas de las mujeres respecto de los hombres que hacen que la cuestión de la violencia doméstica en Camboya sea una cuestión compleja. El tradicional Chbab Srey ha enseñado a las mujeres en Camboya a subordinarse a los hombres y ha permitido las violanciones dentro del matrimonio durante generaciones. Por ese motivo, el Chbab Srey ha sido acusado de fomentar una cultura de violencia doméstica en Camboya.
De manera más general, en los últimos años han surgido voces feministas en Camboya para cuestionar la visión general de las mujeres impuesta por el Chbab Srey. Más allá de los dictados legales, el Chbab Srey "reprime la capacidad de las mujeres de perseguir sus propios objetivos y aspiraciones en la vida", según la activista jemer Kounila Keo.

## Publicaciones
- Anderson, Emily & Grace, Kelly. (2018). From Schoolgirls to “Virtuous” Khmer Women: Interrogating Chbab Srey and Gender in Cambodian Education Policy. Studies in Social Justice. 12. 215-234. 10.26522/ssj.v12i2.1626.